# Halasi Dániel
Halasi Dániel (Budapest, 1985. április 28. –) magyar rendező, színész, szinkronszínész.

## Életpályája
1985-ben született. Édesapja Halasi Imre rendező, édesanyja Máthé Zsuzsanna jelmeztervező, festő, grafikus és újságíró. Gyerekszínészként kezdte a pályát, szinkronizálással is foglalkozott. A drámatagozatos gimnázium után a Keleti István Szakközépiskolában, és a Pesti Magyar Színház stúdiójában tanult (2006–2008). 2008–2013 között a Színház- és Filmművészeti Egyetem rendező szakos hallgatója volt. Az egri Harlekin Bábszínház rendezője, mellette több színházban is dolgozik.
A Pesti Magyar Színiakadémia osztályvezető tanára 2020-2023 között. 2023-ban pályázott a Pesti Magyar Színház igazgatói posztjára. 2025. január 1-től a debreceni Csokonai Színház művészeti vezetője.

## Filmes és televíziós szerepei
- Presszó (2008)
- Életképek (2005–2007)